# مقاطعة موبيل (ألاباما)
مقاطعة موبيل (بالإنجليزية: Mobile County)‏ هي مقاطعة في الركن الجنوبي الغربي من ولاية ألاباما الأمريكية. إنها ثاني أكبر مقاطعة في الولاية من حيث عدد السكان بعد مقاطعة جيفرسون. اعتبارًا من تعداد 2010، كان عدد سكانها 412992. مقر المقاطعة هو Mobile، التي تأسست كميناء للمياه العميقة على نهر Mobile. يعتبر هذا الميناء الوحيد في ولاية ألاباما، ولطالما كان جزءًا لا يتجزأ من الاقتصاد لتوفير الوصول إلى الممرات المائية الداخلية وكذلك خليج المكسيك.

## تعليم
- نظام التعليم الحكومي في مقاطعة موبيل

## وصلات خارجية
- مقاطعة موبيل